# Photoscotosia apicinotaria
Photoscotosia apicinotaria är en fjärilsart som beskrevs av John Henry Leech 1897. Photoscotosia apicinotaria ingår i släktet Photoscotosia och familjen mätare. Inga underarter finns listade i Catalogue of Life.